# Postoiata, Nadvirna
Postoiata (în ucraineană Постоята) este un sat în comuna Pasicina din raionul Nadvirna, regiunea Ivano-Frankivsk, Ucraina.

## Demografie
Componența lingvistică a localității Postoiata
     Ucraineană (99,72%)
     Alte limbi (0,14%)
Conform recensământului din 2001, majoritatea populației localității Postoiata era vorbitoare de ucraineană (99,72%), existând în minoritate și vorbitori de alte limbi.